# (3871) Reiz
Pour les articles homonymes, voir Reiz.
(3871) Reiz est un astéroïde de la ceinture principale.

## Description
(3871) Reiz est un astéroïde de la ceinture principale. Il fut découvert le 18 février 1982 à La Silla par Richard M. West. Il présente une orbite caractérisée par un demi-grand axe de 3,19 UA, une excentricité de 0,09 et une inclinaison de 15,6° par rapport à l'écliptique.

## Compléments